# Kampen janitsjarorkester
Kampen Janitsjarorkester — норвежский оркестр духовых инструментов из района Кампен в Осло. Духовой оркестр был основан 10 сентября 1929 года группой друзей.
Кампенский духовой оркестр состоял только из мужчин. Оркестр чаще всего играет в Осло, но также и в других регионах страны, а иногда и за рубежом. Они играли в Гармиш-Партенкирхене, во время нью-йоркского марафона и участвовали в шоу Wenche Myhre в Германии.
Оркестр привел к ряду направлений для группы. Оркестр разошелся, когда дело дошло до музыкальных стилей, содержания и исполнения было в центре внимания. Он представил свинговую музыку на улицах в 1950-х годах, где 12th Street Rag была первой «песней». После этого оркестр исполнил около 100 треков, среди которых были Рольф Леттинг, Фроде Тингнес, Хельге Фёрде, Ларс Эрик Гудим и Эвен Крузе Скатруд.
Кампегутта также выпустила несколько альбомов и компакт-дисков.
Одна из фирменных песен The Kampen Janitsjarorkester — «Sing As We Go», которую группа играет и поет во время марша.
В 2018 году они получили собственную марку в связи с юбилеем NMF 100 tears.
В 2019 году они были гостями на концерте BigBang в Over Oslo. Позже в том же году они заполнили Oslo konserthus для своего юбилейного концерта. Они закончили год в качестве приглашённых артистов на рождественском шоу DiDerre.
В период с 2016 по 2018 год был снят документальный фильм об оркестре, который был показан на NRK в 2020 году.
В январе 2021 года новым музыкальным руководителем стал Тарьей Гримсби.

## Награды
В 1995 году художественная премия Осло была разделена между Духовым оркестром Кампен и дирижером Фроде Тингнесом.
Члены духового оркестра Кампен являются почётными жителями Нового Орлеана.